# Хомутов
Хомутов (чеш. Chomutov) град је у Чешкој Републици, у оквиру историјске покрајине Бохемије. Хомутов је пети по величини град управне јединице Устечки крај, у оквиру којег је седиште засебног округа Хомутов.

## Географија
Хомутов се налази у северозападном делу Чешке републике, близу границе са Немачком. Град је удаљен од 90 км северозападно од главног града Прага, а од Уста на Лаби 60 км југозападно.

### Рељеф
Хомутов се налази у северном делу историјске области Бохемије. Град се налази у долини речице Хомутовке, притоке веће Охре, на приближно 340 м надморске висине. Град са севера оружују Крушне горе (граничне ка Немачкој), и Чешко средогорје јужно.

### Клима
Клима области Хомутова је умерено континентална.

### Воде
Град Хомутов се налази на речици Хомутовки, притоке веће Охре, која протиче пар километара јужно од града.

## Историја
Подручје Хомутова било је насељено још у доба праисторије. Насеље под данашњим називом први пут се у писаним документима спомиње у 1252. године као словенско насеље, а насеље је у 1396. добило градска права. Већ тада су град и његово окружење били насељено немачким становништвом.
1919. године Хомутов је постао део новоосноване Чехословачке. 1938. године Хомутов, као насеље са немачком већином, је оцепљено од Чехословачке и припојено Трећем рајху у склопу Судетских области. После Другог светског рата месни Немци су се присилно иселили из града у матицу. У време комунизма град је нагло индустријализован. После осамостаљења Чешке дошло је до опадања активности тешке индустрије и до проблема са преструктурирањем привреде.

## Становништво
Хомутов данас има око 50.000 становника и последњих година број становника у граду лагано расте. Поред Чеха у граду живе и Словаци и Роми.

## Партнерски градови
- Бернбург

## Галерија
- Торањ градске већнице
- Споменик светој Тројици
- Средњовековна гравира града
- Улазак војске Трећег рајха у Хомутов 1938. г.